# Нагнибіда Микола Львович
Нагнибіда́ Мико́ла Льво́вич (7 (20) вересня 1911, Попівка — 16 вересня 1985, Київ) — український поет, перекладач із словацької та білоруської літератури, Заслужений працівник культури Білорусі. Член НСПУ (1955).

## Життєпис
Народився 7 вересня (20 вересня) 1911 в селі Попівці (нині — Смирнове Пологівського району, Запорізької області) в родині сільського фельдшера.
Працював на заводах, новобудовах «ДніпроГЕСу», де почав поетичну творчість. Навчався у Комуністичному інституті журналістики (Харків), Київському педагогічному інституті.
Учасник Другої світової війни у складі сталінських військ. Журналіст фронтових газет.

Надгробок Миколи Нагнибіди.

Жив у Києві. Помер 16 вересня 1985 року. Похований на Байковому кладовищі (ділянка № 50). Автори надгробного пам'ятника — скульптор В. Міненко та архітектор П. Коптєв.

## Творчість
Перша збірка «Дніпровська весна» (1932). До початку війни видав збірник віршів «Зерна» (1933), «Дніпроград» (1937). Згодом до 1984 року побачило світ ще 21 збірка віршів, поем, балад. Серед іншого написав також вірш «Севастополю» (1967). Проте в історію літератури увійде не оригінальною, а перекладацькою творчістю. Микола Нагнібеда — один із найвизначншіних і найплідніших перекладачів білоруської поезії (зокрема Янки Купали), удостоєний звання заслуженого працівника культури Білорусі (1974).
Один із небагатьох перекладачів словацького поета Людовита Штура.

### Основні твори
За ЕСУ:
- Поезії. 1952;
- Вибрані твори: В 2 т. 1961;
- Вибране: В 2 т. 1971;
- Дзвони Хатині. Колокола Хатыни. Званы Хатыні. 1979;
- Твори: В 3 т. 1981 (усі — Київ).

## Нагороди
- Сталінська премія (1952);
- Державна премія УРСР імені Тараса Шевченка (1970) за цикл віршів на «Риси рідного обличчя» у збірнику поезій «На полі битви», 1969[1].

## Увічнення пам'яті
23 березня 1989 року ім'ям Миколи Нагнибіди названа вулиця у Південному мікрорайоні міста Запоріжжя.